# Petro Biły
Petro Mychajłowycz Biły, ukr. Петро Михайлович Білий, ros. Пётр Михайлович Белый, Piotr Michajłowicz Bieły (ur. 12 lipca 1939 w Kijowie, zm. 12 stycznia 2020 w Żytomierzu) – ukraiński piłkarz, grający na pozycji obrońcy, trener piłkarski.

## Kariera piłkarska
Rozpoczął karierę piłkarską w klubie Arsenał Kijów, który potem zmienił nazwę na Temp. W 1965 przeszedł do zespołu Dniproweć Dnieprodzierżyńsk (zmienił nazwę na Prometej). W 1968 roku został zaproszony do Awtomobilista Żytomierz, w którym zakończył karierę piłkarza w roku 1973.

## Kariera trenerska
Po zakończeniu kariery piłkarza rozpoczął pracę szkoleniowca. W 1976 pomagał trenować Awanhard Równe, a w 1977 do sierpnia stał na czele Awanhardu Równe. W 1978 pracował na stanowisku dyrektora technicznego klubu Łokomotyw Winnica. Potem pomagał trenować Polissia Żytomierz. Pracował w Żytomierskim Obwodowym Związku Piłki Nożnej, obsługiwał regionalne mecze piłkarskie jako sędzia. Od 2012 do 2013 stał na czele Żytomierskiego Związku Futsalu. Prezes Żytomierskiego OZPN.

## Sukcesy i odznaczenia

### Sukcesy trenerskie
Awtomobilist Żytomierz
- zdobywca Pucharu Ukraińskiej SRR: 1972
- wicemistrz Ukraińskiej SRR: 1973
- brązowy medalista Mistrzostw Ukraińskiej SRR: 1971

Prometej Dnieprodzierżyńsk
- mistrz Ukraińskiej SRR: 1967

### Odznaczenia
- tytuł Mistrza Sportu ZSRR: 1966